# Peter Gosse
Peter Gosse (Lipsia, 6 ottobre 1938) è uno scrittore, saggista e poeta tedesco.

## Biografia
Peter Gosse completò per la prima volta il suo studio sulla tecnologia ad alta frequenza a Mosca. Dopo un'occupazione come ingegnere, lavorò come scrittore freelance nella Germania dell'Est dal 1968. Dal 1985 fu docente di poesia presso l'Istituto letterario "Johannes R. Becher" di Lipsia, dove diventò direttore esecutivo nel 1993. In seguito, divenne professore negli Stati Uniti. Peter Gosse è membro dell'International PEN e dal 2008 è vicepresidente della Sächsische Akademie der Künste.

## Opere
- "Gleisskörper", Testi e saggi
- "Seinsgunst", Poesie
- "Phantomschmelz", Romanzo
- "Ausfahrt aus Byzanz" Mitteldeutscher Verlag 1982
- "Erwachsene Mitte", Verlag Philipp Reclam jun. Leipzig 1986

- "Standwaage", Poesia, Mitteldeutscher Verlag, 1990
- "Scharfeinstellung", 1991
- "Schreiben, Bücher, Büchermachen", 1991
- "Aus gegebenem Anlaß", 2002
- "Dein Eurasisches Antlitz : Schriften zu Bildender Kunst und Literatur"
- "Neles Selen : Bilder Sichten", Mitteldeutscher Verlag